# Evian
Evian és una marca d'aigua mineral natural originària de França. L'aigua Evian és obtinguda dels Alps francesos a una altura de 2.200 msnm. A nivell mundial, l'aigua Evian és reconeguda com un luxe, ja que és la més cara de totes. Moltes celebritats de Hollywood, models, artistes, polítics i persones de la classe alta la consumeixen.
L'aigua de la Font Évian-els-Bains és de Tipus: pH 7,17, Calci (Ca) 78, Clorurs (Cl−) 2.4, Bicarbonats (HCO3) 357,Magnesi (Mg) 24, Nitrats (NO3) 3.9, Potassi (K) 0.75, Sodi (Na) 5.7,Sulfats (SOTA) 9.